# 延年
延年（えんねん）は、寺院において大法会の後に僧侶や稚児によって演じられた日本の芸能。単独の芸能ではなく、舞楽や散楽、台詞のやりとりのある風流、郷土色の強い歌舞音曲や、猿楽、白拍子、小歌など、貴族的芸能と庶民的芸能が雑多に混じり合ったものの総称である。
正確な起源は不明だが、平安時代中頃より行われたと言われている。能の原型である猿楽との関連は深く、互いに影響を与えあったのは間違いないが、起源的にどちらが先かについては諸説ある。初期には下級僧侶や稚児らにより、法会や貴族来訪の際の余興として行われたと思われる。やがてこの寺院で行われる催しに人気が出始めていくにつれ、観衆をより楽しませるために上記のような様々な芸能を取り入れていった。演じ手も、芸に熟達した僧達を中心に行われるようになっていった。これら延年を専門的に演じる僧は「遊僧」「狂僧」と呼ばれた。
延年の語は、室町時代の書『庭訓往来』（ていきんおうらい、玄恵作と言われているが不明）中の「詩歌管弦者遐齢延年方也」の文による。このように、延年は長寿を祈念する意味合いが根元にあるとされる。
延年は、鎌倉時代・室町時代には盛んに行われた。一部の寺院における祭礼の際の延年は規模も大きくなっていった。延年風流と呼ばれる演劇的な出し物では、二階建ての装置や移動可能な山車のようなものなど、大がかりな舞台装置も使われる場合もあった。こういったけれん味のある舞台装置を使う発想は、後に歌舞伎に取り込まれていったとする説もある。
室町時代以降は徐々に衰退していき、江戸時代にはほとんど行われなくなった。これには支配者層である武家階級が、能を手厚く保護したことなどが原因の一つとして考えられる。現在では、岩手県、栃木県などのいくつかの寺社で行われているのみである。それらも延年のごく一部が痕跡として残っているに過ぎない。
現存する延年は44曲ある。

## 延年の舞
延年で行われた舞を「延年の舞」と呼ぶ。この延年の舞は、他の芸能のなかに取り入れられていることがあり、そこから往事の延年の様子を窺うことができる。
謡曲『安宅』（あたか）では、登場人物の弁慶が踊る男舞として、延年の舞が舞われることがある。この『安宅』を原作とした歌舞伎十八番の『勧進帳』では、弁慶役が延年の舞を舞う場面が見せ場の一つとなっている。

## 延年が行われている寺社・地域
以下は、2012年3月現在でも延年が行われている寺社や地域の一覧である。
- 毛越寺（毛越寺の延年）
  - 岩手県西磐井郡平泉町
  - 国の重要無形民俗文化財
- 白山神社（小迫の延年）
  - 宮城県栗原市
  - 国の重要無形民俗文化財
- 安久津八幡神社
  - 山形県東置賜郡高畠町
- 輪王寺
  - 栃木県日光市
- 箱根神社
  - 神奈川県足柄下郡箱根町
  - 2007年に復活
- 日吉神社（根知山寺の延年）
  - 新潟県糸魚川市
  - 国の重要無形民俗文化財
- 長滝白山神社（長滝の延年）
  - 岐阜県郡上市
  - 国の重要無形民俗文化財
- 厳島神社
  - 広島県廿日市市